# Albertochampsa
Albertochampsa es un género extinto de aligatoroideo globidonto del Cretácico Superior de Alberta, Canadá. Fue nombrado en 1972 por Bruce Erickson, y la especie tipo es A. langstoni. Es conocido a partir de un cráneo que data del Campaniense hallado en la Formación Dinosaur Park, donde es raro; Leidyosuchus es el crocodiliano más comúnmente encontrado en dicha formación geológica. El cráneo de Albertochampsa sólo medía cerca de 21 centímetros de largo.